# Rue Charles-Auray
La rue Charles-Auray, est une importante voie de communication de la commune de Pantin.

## Situation et accès
La rue relie l'Avenue Jean-Lolive à proximité de l'église de Pantin à la rue des Pommiers.
Sur son parcours du nord au sud, elle marque notamment le début de la rue de Candale, de la rue Courtois et de la rue Méhul.
La rue est desservie par la station de métro Église de Pantin sur la ligne 5 du métro de Paris.

## Origine du nom

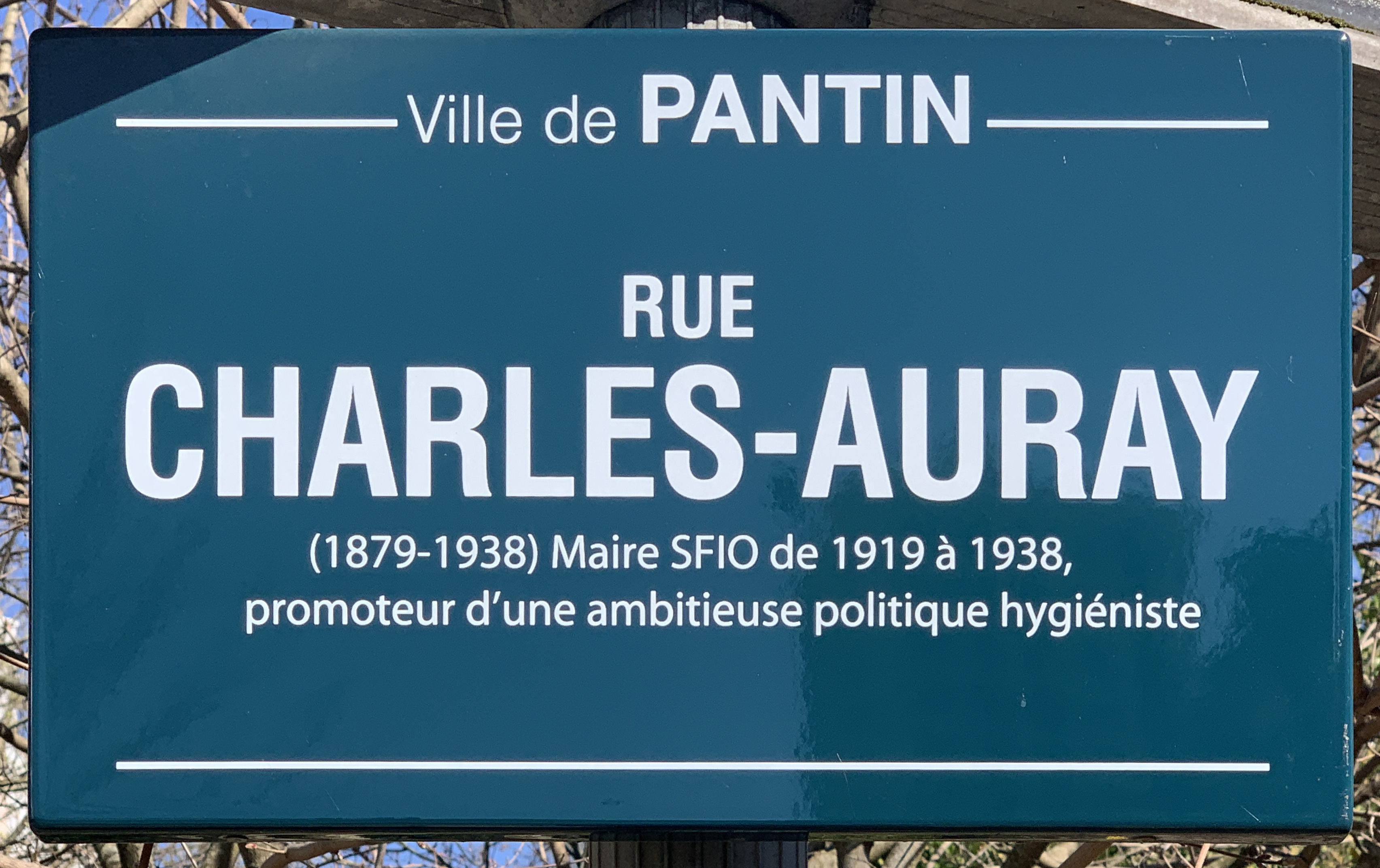
Plaque de la rue.

Cette rue a été nommée en hommage à Charles Auray, maire de la ville, et à son fils Charles, architecte renommé.

## Historique

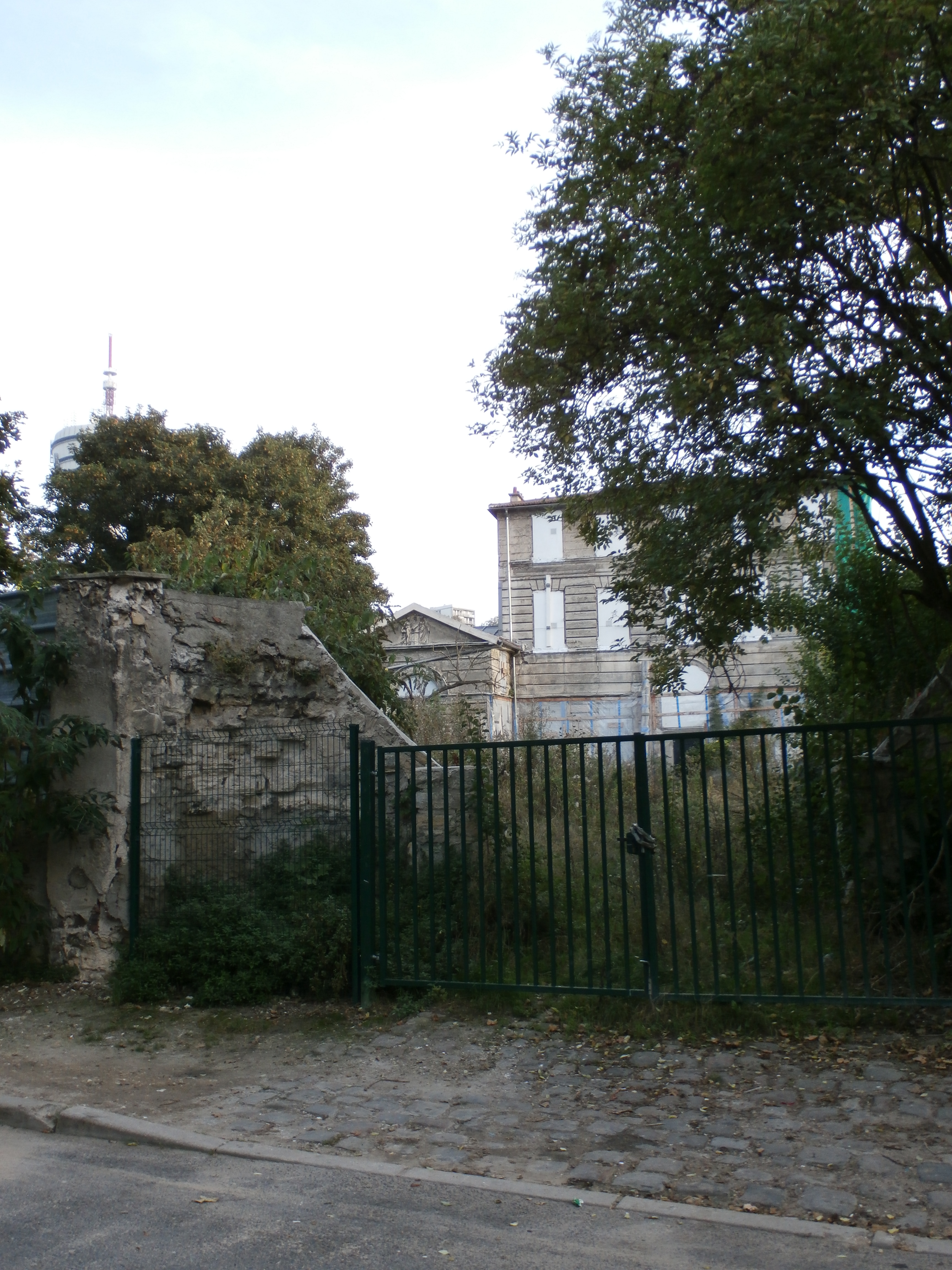
Hôtel particulier, dit Folie de Pantin.

La danseuse Marie-Madeleine Guimard (1743-1816) y acheta une maison le 7 septembre 1766, à l’emplacement actuel de l’école Paul-Langevin, vers le numéro 30. Elle se composait de deux corps de bâtiment. Les travaux d’aménagement furent réalisés par l'architecte Mathurin Cherpitel, et financés par Charles de Rohan, prince de Soubise. Il lui fut adjoint un théâtre situé au 104, avenue Jean-Lolive, anciennement rue de Paris.
Dans cette rue, au numéro 57, se trouve aussi un hôtel particulier du XVIIIe siècle. Il fut construit dans les années 1760 par l'abbé Claude Jean Baptiste Colin qui souhaitait tirer parti des carrières de gypse aux alentours. Il fut restauré par l'architecte Perrard de Montreuil, puis gravement endommagé en 1814 lors des guerres napoléoniennes . Inscrit aux Monuments historiques en 1984 sous la notice PA00079944, il appartient à la Ville de Pantin depuis 1986. Il est abusivement appelé Folie de Pantin par confusion avec le théâtre de Marie-Madeleine Guimard.

## Bâtiments remarquables et lieux de mémoire
- Église Saint-Germain de Pantin.

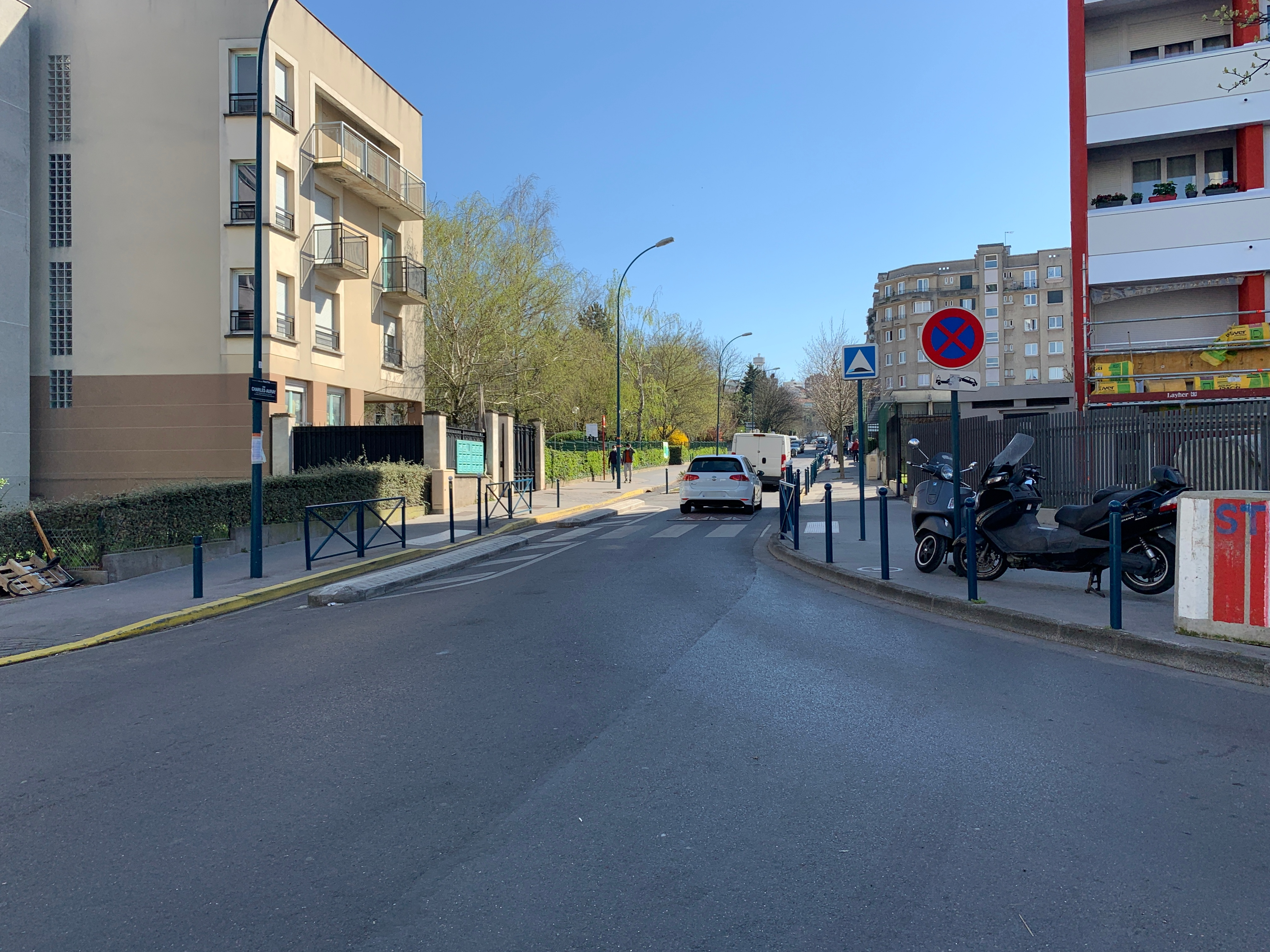
La rue en mars 2021.

- Au numéro 31, une maison témoin de l'époque du vieux bourg, vers 1800[9].
- Au numéro 57, ancien hôtel particulier.
- Stade Charles-Auray.
- Parc Henri-Barbusse.
- Cimetière communal de Pantin.